# Django, ultimul pistolar
Django, ultimul pistolar (în italiană L'ultimo killer) este un film western spaghetti italian din 1967, regizat de Giuseppe Vari și avându-i în rolurile principale pe George Eastman și Anthony Ghidra.

## Rezumat
Cu mai mulți ani în urmă, tatăl lui Ramón a achiziționat o bucată de teren la granița SUA cu Mexicul. Terenul era nefertil la început, dar prin muncă asiduă el a început să dea rod. În acest timp, în zonă apare Barrett care împrumută cu bani pe micii fermieri. Treptat, el pune mâna pe terenurile fermierilor, devenind un adevărat stăpân al regiunii. 
Ca și alți fermieri, și tatăl lui Ramón s-a împrumutat de la Barrett. El își trimite fiul la ferma lui Barrett, pentru a plăti o parte din datorii, dar Ramón este jefuit pe drum de un grup de bandiți. El se duce totuși la ferma lui Barrett pentru a solicita o amânare, dar are surpriza să constate că șeful bandiților este chiar unul dintre fermierii lui Barrett. Acesta din urmă poruncește oamenilor săi să-l bată pe Ramón pentru că i-a acuzat unul dintre oameni. Micii fermieri din zonă vor să se revolte împotriva lui  Barrett, dar Ramón refuză să li se alăture. Ajuns acasă, el constată că ferma sa fusese incendiată și tatăl său ucis; în sufletul lui Ramón se naște dorința de răzbunare pe Barrett și pe oamenii lui.
Deranjat de un angajat pe nume Burt care deținea jumătate din afacere pentru că-i salvase viața lui Barrett, marele latifundiar contractează un pistolar singuratic pe nume Django pentru a-l ucide pe angajatul său. Django își face treaba, dar pe când pleca este atacat pe la spate de unul din oamenii lui Burt. Ramón îl previne pe Django, salvându-i viața, dar este împușcat. Django îl ia cu el și îl îngrijește. După ce și-a revenit complet, Ramón îl roagă pe faimosul pistolar să-l învețe să tragă cu pistolul. Django îl antrenează și-i dă mai multe sfaturi de viață. Ramón ucide patru oameni ai lui Barrett și-l amenință cu moartea pe latifundiar. Barrett îi cere lui Django să-i facă o ultimă treabă: uciderea lui Steven, capul răzvrătiților din oraș. Pistolarul vrea să se retragă după această crimă, dar latifundiarul îi mai cere să-l ucidă pe Ramón, dându-i în acest scop o sumă mare de bani.
Cei doi pistolari se confruntă, iar Ramón îl ucide pe Django, fiind la rândul lui rănit. Tânărul se duce apoi în oraș unde-l ucide pe Barrett, dându-și sema că după prima crimă săvârșită el nu va mai putea fi membru al societății, așa cum îi prezisese Django.

## Distribuție
- George Eastman - Ramón / Chico
- Dragomir Bojanić - Rezza / Django (ca Anthony Ghidra)
- Dana Ghia - Lola
- Mirko Ellis - Steven
- Gianni Medici - Bart (ca John Hamilton)
- Giuseppe Addobbati - tatăl lui Ramón (ca John McDouglas)
- Daniele Vargas - Barrett
- Frank Fargas
- Giuseppe Mattei
- Fred Coplan
- Valentino Macchi
- Anton de Cortes
- Paolo Reale
- Max Fraser

## Recepție
Titlul a fost schimbat în "Django the Last Killer" în anumite zone pentru a beneficia de succesul filmului Django (1966) cu Franco Nero. Cele două filme nu au însă legătură între ele.